# 吉塔德鎮區 (堪薩斯州馬歇爾縣)
吉塔德鎮區（英語：Guittard Township）是位於美國堪薩斯州馬歇爾縣的一個行政鎮區。

## 地方資料
吉塔德鎮區的面積為92.89平方千米，當中陸地面積為92.68平方千米，而水域面積為0.21平方千米。根據2010年美國人口普查的數據，當地共有人口373人，而人口密度為每平方千米4.02人。

## 外部連結
- US-Counties.com
- City-Data.com （页面存档备份，存于）